# Шойдагбаева, Татьяна Бадмажаповна
Татья́на Бадмажа́повна Шойдагба́ева ― российская бурятская оперная певица, Заслуженная артистка Российской Федерации, солистка Бурятского государственного академического театра оперы и балета имени Г. Ц. Цыдынжапова.

## Биография
Родилась в 1968 году в селе Исинга, Еравнинский район, Бурятская АССР, РСФСР.
В 1989 году окончила Улан-Удэнское музыкальное училище им. П.И. Чайковского, где занималась в классе педагога Н. К. Петровой. После окончания Ленинградской государственной консерватории имени Н. А. Римского-Корсакова (класс проф. Т. Д. Новиченко) поступила на службу в Бурятский театр оперы и балета имени Г. Ц. Цыдынжапова.
Вместе с оперной труппой театра выезжала на гастроли в Москву и Ленинград (1989), Киев (2000), Омск, Томск, Кемерово, Иркутск, Владивосток, Хабаровск, Ставрополь и другие города. Давала концерты в сельских районах Бурятии.
Представляла оперное искусство Бурятии на многих престижных международных фестивалях, конкурсах, в гастрольных поездках: Нидерланды (конкурс вокалистов, 1990), Франция (совместные культурные проекты, 1993, и «Золотые голоса Сибири», 1994), Австрия (конкурс вокалистов, 1997, по его итогам приглашалась на стажировку в Венскую оперу), США (международные гастроли), Япония, Китай, Монголия. 
Имеет большой концертный репертуар, в который входят классические романсы русских, немецких, итальянских композиторов, песни разных народов и, конечно же, большое количество бурятских песен. Успехом пользуются записи, сделанные для Фонда Бурятского радио и телевидения.
Высокую оценку профессиональному уровню и мастерству певицы дала Народная артистка СССР Ирина Архипова, у которой Т. Шойдагбаева прошла стажировку в мастер-классе в 1994 году:

«Певица обладает глубоким, красивым и сильным голосом — меццо-сопрано. Мягко и в то же время властно она привлекает слушателя своим певческим мастерством, которым владеет безупречно. Слушатель полюбил её голос с бархатным звучанием, с яркими и в то же время тёплыми обертонами. Зрителя покоряет её естественность, особое состояние её души. От партии к партии Т. Шойдагбаева зреет как настоящий мастер оперного искусства...».— 
Помимо работы на сцене театра Т. Шойдагбаева преподаёт на кафедре сольного пения Восточно-Сибирской государственной академии культуры и искусств. Подготовила и выпустила певцов для Бурятского театра оперы и балета. Её ученики удостоены званий лауреатов России и международных конкурсов.
Избиралась членом Художественного совета театра. Неоднократно награждалась премиями и благодарностями администрации и художественного руководства театра.
За большой вклад в развитии российского оперного искусства Татьяна Бадмажаповна Шойдагбаева удостоена почётного звания «Заслуженная артистка Российской Федерации».

## Театральный репертуар
- Маддалена («Риголетто», Джузеппе Верди)
- Ольга («Евгений Онегин», Пётр Чайковский)
- Лаура («Иоланта», Пётр Чайковский)
- Полина и Миловзор («Пиковая дама», Пётр Чайковский)
- Старая цыганка («Алеко», Сергей Рахманинов)
- Розина («Севильский цирюльник», Джоаккино Россини)
- Зибель («Фауст», Шарль Гуно)
- Кончаковна («Князь Игорь», Александр Бородин)
- Любава («Садко», Николай Римский-Корсаков)
- «Реквием» В. Моцарта — партия альта
- Алма-Мэргэн («Гэсэр», Анатолий Андреев)
- Чипра («Цыганский барон», Иоганн Штраус (сын))
- Герензел и Адучи («Джангар» П. Чонкушов)
- Далила («Самсон и Далила», Камиль Сен-Санс)
- Марина Мнишек и Шинкарка («Борис Годунов», Модест Мусоргский)
- Кармен («Кармен», Жорж Бизе)
- Азучена («Трубадур», Джузеппе Верди)
- Женька («Зори здесь тихие», Кирилл Молчанов)
- Хивря («Сорочинская ярмарка», Модест Мусоргский)
- Сонетка («Катерина Измайлова», Дмитрий Шостакович)

### Детские спектакли
- Поповна («Ай да Балда!», Борис Кравченко)
- Колючка («Хрустальный башмачок», Антонио Спадавеккиа)
- Свинья («Путешествие в сказку», Алексей Кулешов)